# 47-ма гвардійська танкова дивізія (РФ)
47-ма гвардійська танкова Нижньодніпровська Червонопрапорна ордена Богдана Хмельницького дивізія (47 гв. ТД, в/ч 60700) — з'єднання танкових військ Збройних сил Росії чисельністю у дивізію.

## Історія
У 1992 році, після розпаду СРСР, 47-ма гвардійська танкова дивізія Радянської армії перейшла під юрисдикцію Російської Федерації.
У 1993 році виведена з м. Гіллерслебен Східної Німеччини до селища Муліно Нижньогородської області.
У березні 1997 дивізія була розформована, а частина її підрозділів була включена до 3-ї мотострілецької дивізії.

## Матеріали
- Michael Holm, 47th Guards Nizhnedneprovskaya Red Banner order of Bogdan Khmelnitskiy Tank Division(англ.) // ww2.dk